# Lina cumownicza

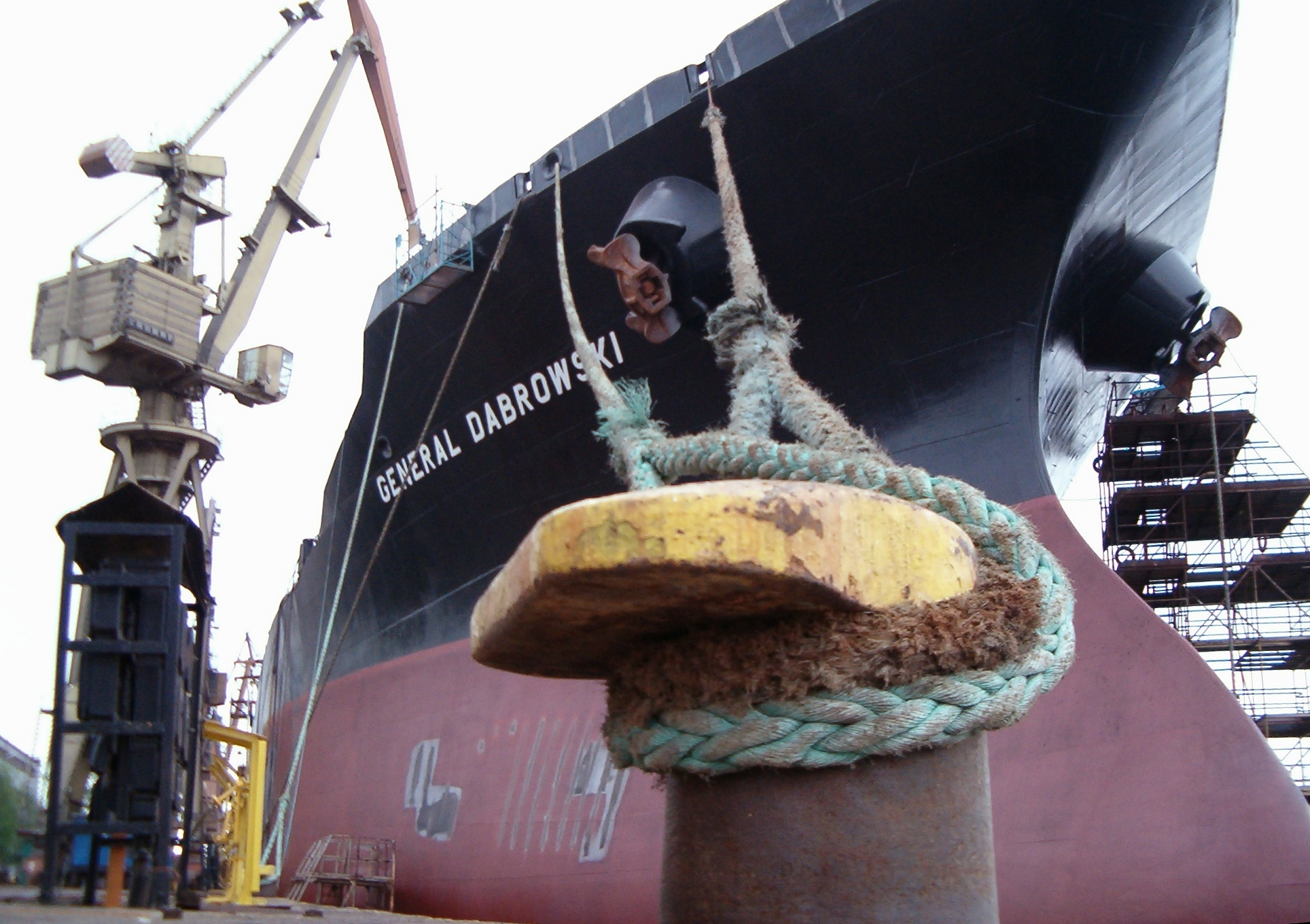
Zacumowany statek

Lina cumownicza, cuma – lina służąca do cumowania, czyli mocowania jednostki pływającej do nabrzeża, boi, dalby lub innej jednostki oraz do holowania i tym podobnych czynności (np. obracanie jednostki na dalbie). Mocuje się ją na lądzie (nabrzeże, pomost) do polera lub pierścienia cumowniczego, a na jednostce do polera lub (na mniejszych jednostkach) do knagi. Liny podawane na brzeg mogą mieć koniec wolny lub zakończony uchem plecionym.
Liny cumownicze mogą nosić różne nazwy w zależności od ich użycia na zacumowanej jednostce:
- cumy ciągną się od dziobu jednostki w przód pod kątem w kierunku nabrzeża, a z rufy w tył,
- szpringi działają odwrotnie – od strony rufy na brzeg pod kątem do przodu, a od strony dziobu do tyłu,
- bresty – to liny biegnące prostopadle do nabrzeża (stosuje się je rzadko, m.in. w przypadku większego zafalowania w porcie).

Liny cumownicze:
(1) – cuma dziobowa; (2) – brest dziobowy; (3) – szpring dziobowy; (4) – szpring rufowy; (5) – brest rufowy; (6) – cuma rufowa

Ponadto, gdy jednostka pływająca jest zacumowana nie burtą, lecz dziobem lub rufą, to cumą nazywa się zarówno linę biegnącą w stronę brzegu, jak i tę drugą, biegnącą w stronę wody, np. do boi cumowniczej.
Potocznie wszystkie liny cumownicze nazywa się cumami, także przy holowaniu.
W przypadku grubych lin z włókien roślinnych, ich rdzeń może mieć tzw. duszę, czyli włókna nasączone smołą, tłuszczem mineralnym lub innym środkiem zapobiegającym gniciu. Na liny cumownicze nakłada się niekiedy specjalne tarcze w kształcie pierścieni obejmujących pełny obwód liny, w celu uniemożliwienia przedostania się z brzegu na jednostkę zwierząt, np. szczurów. W przypadku małych jednostek przyjmuje się, że lina cumownicza powinna mieć ok. półtorej długości łodzi, tymczasem na dużych jachtach co najmniej jej dwukrotność.
Wyposażenie jachtu w cumy oraz urządzenia cumownicze w Polsce określają przepisy Polskiego Rejestru Statków.